# Абрамчук Микола Іванович
Микола Іванович Абрамчук (рос. Николай Иванович Абрамчук; 7 (20) листопада 1910, Романівка, нині Вовковиський район  — 1 лютого 1974, Київ) — радянський офіцер, Герой Радянського Союзу, в роки Німецько-радянської війни командир ескадрильї 894-го винищувального авіаційного полку 101-ї винищувальної авіаційної дивізії ППО СРСР.

## Біографія
Народився 7 (20 листопада) 1910 року в селі Романівка (тепер Гродненської області) в сім'ї селянина; росіянин. Член ВКП(б) з 1938 року. Після закінчення школи працював на судноремонтному заводі імені Карла Маркса в Астрахані. Закінчив школу ФЗУ, навчався на робітфаку інституту інженерів водного транспорту.
У 1932 році призваний до лав Червоної Армії. За путівкою ЦК ВЛКСМ в 1933 році був направлений в Енгельському військово-авіаційну школу. У 1936 році отримав призначення на Далекий Схід, служив в Примор'ї.
У боях радянсько-німецької війни з червня 1941 року. Воював на Південно-Західному, Сталінградському, 1-му Українському фронтах. Здійснював вильоти на штурмівку живої сили і техніки противника, забезпечував прикриття і супровід своїх літаків-бомбардувальників і штурмовиків.
1 серпня 1942 року капітан М. І. Абрамчук охороняв Сталінградську залізничну станцію і при відбитті атаки групи літаків противника збив особисто два літаки Ю-88. Один з членів екіпажів був узятий в полон.
До червня 1943 року капітан М. І. Абрамчук здійснив 239 успішних бойових вильотів. Особисто збив 11 літаків ворога.
Указом Президії Верховної Ради СРСР від 9 жовтня 1943 року за мужність і героїзм, проявлені в повітряних боях з німецько-фашистськими загарбниками капітану Миколі Івановичу Абрамчуку присвоєно звання Героя Радянського Союзу з врученням ордена Леніна і медалі «Золота Зірка» (№ 1239).

Могила Миколи Абрамчука

Після закінчення війни служив в реактивній авіації. З 1954 року підполковник М. І. Абрамчук — в запасі. Жив у Києві. Помер 1 лютого 1974. Похований у Києві на Лук'янівському військовому кладовищі.

## Нагороди
Нагороджений орденом Леніна, двома орденами Червоного Прапора, орденом Червоної Зірки, медалями.